# Smokuč
Smokuč – wieś w Słowenii, w gminie Žirovnica. 1 stycznia 2017 liczyła 519 mieszkańców.